# Calochortus marcellae
Calochortus marcellae är en liljeväxtart som beskrevs av Guy L. Nesom. Calochortus marcellae ingår i släktet Calochortus och familjen liljeväxter. Inga underarter finns listade.